# Santuario Kasama Inari

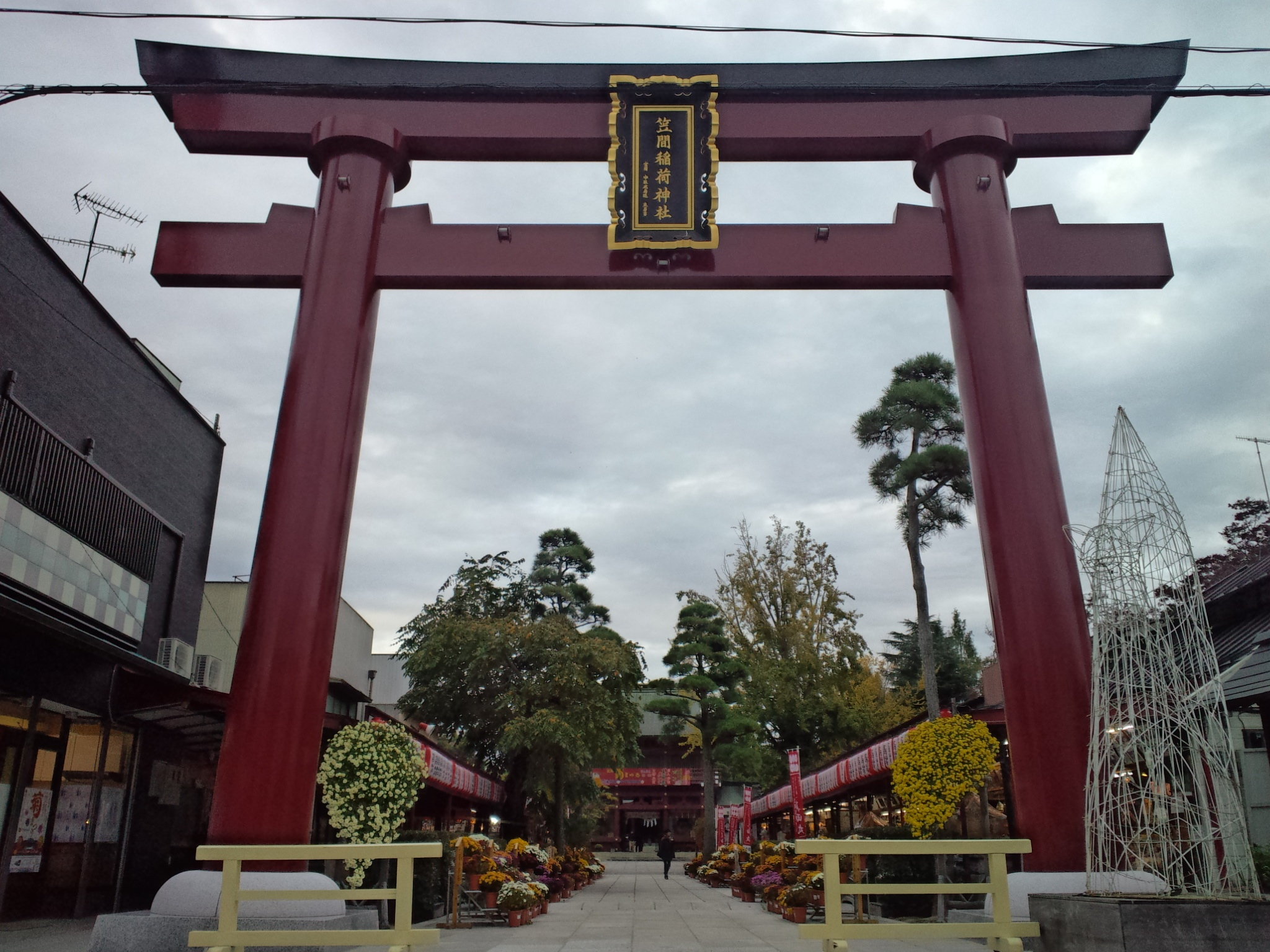
Puerta torii del santuario Kasama Inari.

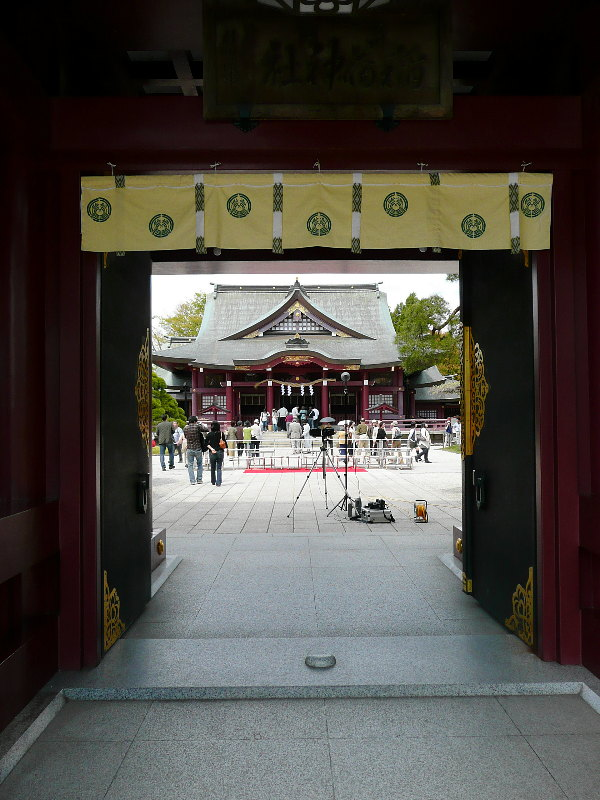
Puerta del santuario Kasama Inari.

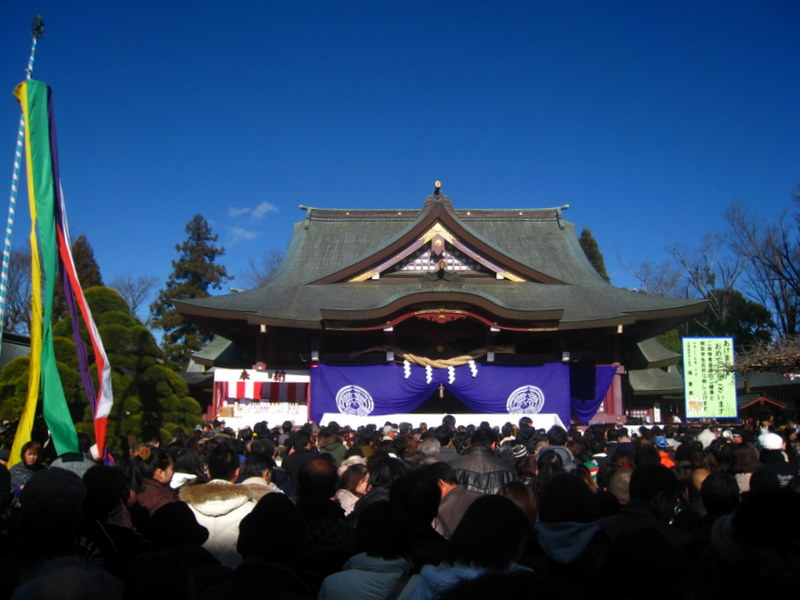
Haiden del santuario Kasama Inari.

El santuario Kasama Inari  (笠間稲荷神社 Kasama Inari jinja?) corresponde a un lugar de culto sintoísta, ubicada en la ciudad de Kasama de la Prefectura de Ibaraki, Japón.

## Ubicación geográfica
El santuario Kasama Inari se encuentra en la ciudad de Kasama de la Prefectura de Ibaraki. 
Dirección: 〒309-1611, Kasama 1-banchi, Kasama-shi, Ibaraki-ken, Japan. 
Planos y vistas satelitales del santuario.36°23′09.9″N 140°15′14.8″E / 36.386083, 140.254111

## Historia
El santuario histórico, se estima que fue establecido a mediados del siglo VII.
El actual santuario fue reconstruido a mediados del siglo XIX. El santuario contiene esculturas de dragones, peonías y leones.

## Deidad adorada
El santuario está consagrado a la deidad Ukanomitama, conocido como un kami de la cosecha y también es adorada como la deidad que hace florecer la industria, la buena fortuna y la buena suerte.
Kami de Ukanomitama como Inari Ōkami.

## Características
Este jinja es conocido como uno de los grandes santuarios Inari en Japón.
El salón principal del santuario está encerrado con muros y posee una puerta de entrada (guardabarrera) grande.

## Festivales
El principal festival (matsuri) anual del santuario se celebra el 9 de abril, legendario día de la fundación del santuario. 
Ese día,  las ofrendas rituales de las ceremonias de incienso y de la ceremonia del té se realizan en el salón de Adoración, junto con ofrendas de sake de fábricas ubicadas en la prefectura de Ibaraki. Dentro de los recintos del santuario, se realizan exposiciones de arreglos florales (ikebana) y mientras que las ceremonias de té al aire libre son realizadas por miembros de escuelas de ceremonia japonesa del té.

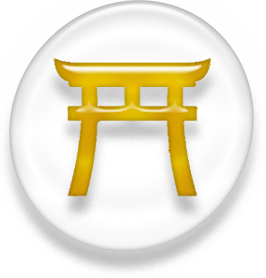
Símbolo del Sintoísmo